# Ralstonia solanacearum
Ralstonia solanacearum ist eine Spezies (Art) aerober, nicht sporenbildender, gramnegativer, pflanzenpathogener Bakterien.
R. solanacearum ist bodengebunden und beweglich (motil), da die Zellen ein polares Geißelbüschel besitzen.
Die Art kommt auf allen Kontinenten, insbesondere in den Tropen und Subtropen vor.
Sie kolonisiert bei einer Vielzahl von Wirtspflanzen das Xylem (vaskuläre Bakteriose), wodurch eine bakterielle Welke (englisch bacterial wilt) verursacht wird, die beim Tabak auch Granville-Welke (en. Granville wilt), bei der Kartoffel Braunfäule und bei Bananenstauden Moko-Krankheit genannt wird.
Die durch R. solanacearum verursachte bakterielle Welke tritt auch bei Tomaten, Paprika und Auberginen auf. Es war eine der ersten Pflanzenkrankheiten, bei denen (durch Erwin Frink Smith) bakterielle Erreger nachgewiesen werden konnten. Wegen ihrer verheerenden Letalität ist die Spezies R. solanacearum heute eine der am intensivsten untersuchten phytopathogenen Bakterienarten, und die bakterielle Welke der Tomate ist ein Modellsystem für die Untersuchung von Mechanismen der Pathogenese bei Pflanzen.
Dieses Bakterium ist zu einer natürlichen Transformation (Austausch von genetischem Material, d. h. DNA) fähig.

## Etymologie
Der Gattungsname Ralstonia wurde vergeben zu Ehren der amerikanischen Bakteriologin Ericka Ralston, die die Typusart erstmals beschrieb (unter der Bezeichnung Pseudomonas pickettii).
Der Präfix des Art-Epithetons solanacearum ist Genitiv Plural (fem.) von Solanaceae (Nachtschattengewächse), meint also „der Nachtschattengewächse“.

## Forschungsgeschichte
Die Ralstonia-Arten wurde ursprünglich in der Gattung Pseudomonas klassifiziert.
Grund war eine äußere Ähnlichkeit in den meisten Aspekten, mit der Ausnahme, dass diese Spezies im Gegensatz zu den echten Pseudomonas-Arten kein fluoreszierendes Pigment (wie etwa Pyoverdine) produzieren.
Frühere Bezeichnungen der Spezies sind:
- Bacillus solanacearum Smith 1896
- Pseudomonas solanacearum (Smith 1896) Smith 1914
- Pseudomonas batatae Cheng & Faan 1962
- Pseudomonas ricini (Archibald) Robbs 1954
- Burkholderia solanacearum (Smith 1896) Yabuuchi et al. 1993

Innerhalb des Artenkomplexes von R. solanacearum (en. Ralstonia solanacearum species complex, Rssc) wurden früher die vier großen monophyletischen Cluster von Stämmen als Phylotypen bezeichnet, die sich geografisch unterscheiden: Die Phylotypen I-IV kommen in Asien, Amerika, Afrika bzw. Ozeanien vor.
Eine im Jahr 2014 von Irda Safni et al. vorgenommene Reklassifizierung ordnet diese Phylotypen neu:
- Phylotyp II mit dem Referenzstamm vom R. solanacearum verbleibt bei dieser Spezies
- Phylotyp IV wird zu R. syzygii subsp. indonesiensis
- Phylotyp I und III geben zwei Phylotypen der neuen Spezies R. pseudosolanacearum

Die Stämme des Rssc, die zum Phänotyp der „kalten Virulenz“ (en. cool-virulence) mit dem Kartoffel-Wirt zeigen, wurden zunächst auf der Grundlage des Wirtsspektrums und der biochemischen Eigenschaften als Stämme der Rasse 3 Biovar 2 (en. race 3 biovar 2) bezeichnet und später (2005) nach Fegan und Prior auf der Grundlage molekularer Merkmale aus der Multiplex-PCR als Phylotyp IIB Sequvar 1 und 2 bezeichnet. Es sind diese Stämme, die im Zug der Reklassifizierung durch Safni et al. (2014) als „echte“ R. solanacearum bei dieser Spezies verblieben sind.

## Genom und Methylom
Die Genom-Größen verschiedener Stämme variieren von 5,5 Mbp (Megabasenpaare) bis zu 6,0 Mbp, aufgeteilt auf ein Bakterien-„Chromosom“ von ca. 3,5 Mbp und ein Plasmid von ca. 2 Mbp.
Das Genom des Stammes GMI1000 war eines der ersten Genome phytopathogener Bakterien, das vollständig sequenziert wurde; und UY031 war der erste Stamm von R. solanacearum, dessen „Methylom“ (DNA-Methylierung) veröffentlicht wurde.

## Wirte and Symptome

### Wirte

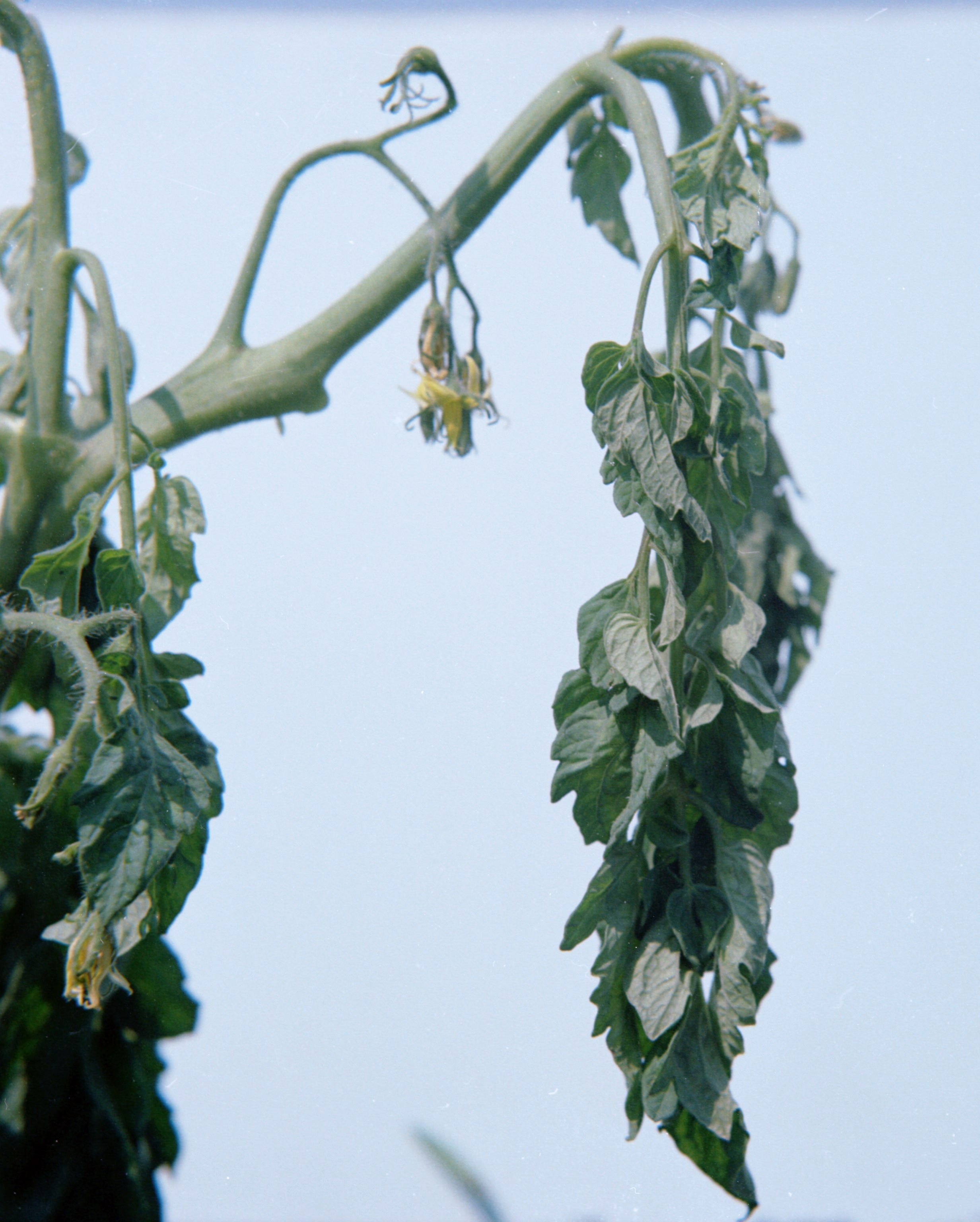
Foto einer Tomatenpflanze mit Symptomen der Ralstonia-Welke

Zu den Pflanzenwirten, die R. solanacearum infiziert, gehören:
Kulturpflanzen:
- Kartoffel (Solanum tuberosum)[13]
- Tomate (Lycopersicum esculentum)[14][13]
- Sojabohne (Glycine max)[15]
- Aubergine (Solanum melongena)[13]
- Banane (Musa spp.)
- Geranie (Pelargonium spp.)
- Ingwer (Zingiber officinale)
- Tabak (Nicotiana tabacum)
- Paprika (Capsicum spp.)
- Olive (Olea europaea)
- Rose (Rosa).

Wildpflanzen:
- Holziger Nachtschatten (Solanum dulcamara)[13]
- Große Brennnessel (Urtica dioica)[13]

### Symptome
Erreger: Ralstonia solanacearum race 3 biovar 2
Geranien (Pelargonium spp.):
- Das Verwelken beginnt mit den unteren Blättern und Blattstielen und arbeitet sich an der Pflanze nach oben vor.
- Verwelkte Blätter haben keilförmige chlorotische Bereiche oder chlorotische und/oder nekrotische Blattränder. Es sind keine Blattflecken erkennbar.
- Schließlich bricht die gesamte Pflanze auf dem Nährboden zusammen.
- Aus den abgeschnittenen Stängeln sickert („eitert“) weißes, flüssiges Material.

Kartoffel (Solanum tuberosum):
- Anfangs welken die Blätter zum Ende des Tages hin, erholen sich aber wieder in der Nacht. Später erholen sich die Pflanzen nicht mehr und sterben schließlich ab.
- Der Gefäßring verfärbt sich braun und „Eiter“ (en. ooze; weißes, flüssiges Material) kann aus dem Ring austreten, wenn die Knolle gequetscht wird.
- Aus den Augen und dem Nabelende der Kartoffel kann blasser Schleim austreten. Die Erde haftet an den nässenden Augen.
- Aus dem Querschnitt eines in Wasser eingelegten Stängels treten milchig-weiße Stränge aus.
- Anders als bei der Pilzwelke bleiben die Blätter bei der Bakterienwelke grün.

## Krankheitsverlauf und Ausbreitung

### Überwintern
R. solanacearum kann in Pflanzenresten oder kranken Pflanzen überwintern, ebenso in Samen oder vegetativen Vermehrungsorganen wie Knollen. Auch ein vorübergehender Wechsel auf wilde Wirte ist möglich. Das Bakterium kann zudem lange in Wasser überleben (in reinem Wasser bis zu 40 Jahre bei 20–25 °C). Die Bakterienpopulation wird unter extremen Bedingungen (Temperatur, pH-Wert, Salze etc.) reduziert. Infizierte Flächen können manchmal mehrere Jahre lang nicht mehr für anfällige Kulturen genutzt werden.
R. solanacearum kann auch bei kühler Witterung überleben.

### Ausbreitung
Ralstonia solanacearum verursacht bei hohen Populationen (108 – 1010 KbE/g Gewebe) Welkeerscheinungen und verbreitet sich auf verschiedenen Wegen. Eine große Menge von R. solanacearum kann aus den Wurzeln von symptomatischen und nicht symptomatischen Pflanzen ausgeschieden werden. Außerdem kann der bakterielle Schleim (der in der Regel als Zeichen für den Nachweis auf Pflanzenoberflächen verwendet wird) in den umgebenden Boden oder ins Wasser gelangen und landwirtschaftliche Geräte kontaminieren oder von Insekten (Vektoren) aufgenommen werden.
Außerdem kann dieser Erreger durch kontaminiertes Hochwasser, kontaminierte Bewässerung, kontaminierte Werkzeuge oder infiziertes Saatgut verbreitet werden.
In Nordeuropa hat sich der Erreger in Nachtschattengewächsen etabliert, die in langsam fließenden Flüssen wachsen.
Wenn solch kontaminiertes Wasser zur Bewässerung von Kartoffeln verwendet wird, gelangt der Erreger in das Produktionssystem.
R. solanacearum race 3 biovar 2 kann in mehrjährigen Nachtschattengewächsen überleben, die als sekundäre Wirte fungieren, und kann insbesondere auch die bakterielle Welke der Tomate verursachen.
Einige EU-Staaten und Länder des Nahen Ostens konnten diesen Erreger noch nicht ausmerzen (Stand 2020).

### Infektion
R. solanacearum dringt normalerweise durch eine Wunde in die Pflanze ein. Natürliche Wunden (durch Absterben von Blüten oder Bildung von Seitenwurzeln entstanden) und unnatürliche Wunden (durch landwirtschaftliche Praktiken oder Nematoden und xylemfressende Insekten verursacht) können zu Eintrittsstellen für R. solanacearum werden. Die Bakterien verschaffen sich Zugang zu den Wunden teilweise durch Schwimmbewegung vermöge ihrer Flagellenbündel in Richtung höherer Konzentrationen von Wurzelexsudaten (Chemotaxis).
Im Gegensatz zu vielen anderen phytopathogenen Bakterien benötigt R. solanacearum möglicherweise nur eine einzige Eintrittsstelle, um eine systemische Infektion und bakterieller Welke zu verursachen.
Nach dem Eindringen in einen anfälligen Wirt vermehrt sich R. solanacearum und breitet sich systemisch in der Pflanze aus, noch bevor bakterielle Welkesymptome auftreten.
Welkeerscheinungen sollten als die sichtbarste Nebenwirkung betrachtet werden, die in der Regel nach einer ausgedehnten Besiedlung mit dem Erreger auftritt.
Wenn der Erreger durch natürliche Öffnungen oder Wunden in das Xylem gelangt, können sich Tylosen (en. tyloses)
bilden, die die axiale Wanderung der Bakterien innerhalb der Pflanze blockieren.
Bei anfälligen Pflanzen geschieht dies manchmal zu langsam und selten, um die Migration des Erregers zu verhindern. Dies kann in der Folge zu einer vaskulären Dysfunktion führen (d. h. das Gefäßleitungssystem der Pflanze funktioniert nicht mehr).
Das Welken tritt erst bei hohen Bakterienpopulationen im Xylem auf und ist u. a. auf eine vaskuläre Dysfunktion zurückzuführen, bei der nicht genügend Wasser zu den Blättern gelangt. 
Hohe Bakteriendichten sind Nebenprodukte des pflanzlichen Zellwandabbaus. Von der Pflanze selbst produzierte Tylosen und Schleimstoffe sind weitere Faktoren, die zum Welken beitragen.

## Natürliche genetische Transformation
Die meisten Stämme von R. solanacearum sind zur genetischen Transformation fähig.
Die natürliche genetische Transformation ist ein sexueller Prozess, bei dem die DNA von einer Bakterienzelle auf eine andere durch das dazwischenliegende Medium übertragen und die Spendersequenz (das Spender-Gen) durch homologe Rekombination in das Empfängergenom integriert wird. R. solanacearum ist in der Lage, große DNA-Fragmente mit einer Länge zwischen 30 und 90 kBp (Kilo-Basenpaaren) auszutauschen.

## Virulenzmechanismen
R. solanacearum besitzt Gene für alle sechs für gramnegative Bakterien charakteristischen Proteinsekretionswege.
Der vielleicht am besten untersuchte dieser Wege ist das Typ-III-Sekretionssystem (T3SS oder TTSS), das infektionsfördernde Effektorproteine (T3Es) in die Wirtszellen sezerniert (ausscheidet).
Bisher wurden bei R. solanacearum etwa 74 vermutete oder bestätigte T3Es identifiziert, allerdings sind die Funktionen von nur sehr wenigen derzeit bekannt sind (Stand 2006).
Obwohl das T3SS nur eines von mehreren Proteinsekretionssystemen ist, ist es für R. solanacearum notwendig, um Krankheiten zu verursachen.
Man hat festgestellt, dass kein einzelnes Effektorprotein die Pathogenität von R. solanacearum signifikant verändert. Jedoch wirkt sich die gleichzeitige Unterbrechung bestimmter Untergruppen von Effektoren (etwa der sieben GALA-Effektoren im Stamm GMI1000) stark auf die Virulenz des Erregers aus.
So ist beispielsweise GALA 7 für die Virulenz bzgl. der Schneckenklee-Spezies Medicago truncatula notwendig. Dies deutet darauf hin, dass die T3E-Diversität für die Bestimmung des breiten Wirtsspektrums des gesamten Ralstonia-solanacearum-Spezies-Komplexes (Rssc) wichtig sein könnte.
Das Typ-III-Sekretionssystem gibt es nicht nur bei R. solanacearum, es ist im Gegenteil entwicklungsgeschichtlich sogar sehr alt.
Die genaue Evolutionsgeschichte des T3SS ist jedoch noch umstritten, und ein hohes Maß an Ähnlichkeit mit der Geißel hat eine Debatte über die Beziehung zwischen diesen beiden Strukturen ausgelöst.
Fest steht aber, dass etwa die Hälfte der T3SS-Proteine ist in R. solanacearum hoch konserviert und daher offenbar eine sehr alte und stabilisierte Gruppe von Effektoren im Kerngenom des Spezieskomplexes (Rssc) darstellt.[4]
Von der anderen Hälfte der T3SS-Proteine, die zwischen verschiedenen Stämmen von R. solanacearum variiert, zeigt ein Drittel Hinweise auf einen lateralen Gentransfer.
Der Ursprung der verbleibenden Effektoren ist unbekannt. Einige Forscher vertreten die Ansicht, dass entsprechend der Gen-für-Gen-Hypothese die sog. Gen-für-Gen-Interaktionen eine wichtige Rolle bei der Evolution von Virulenzgenen in R. solanacearum spielen könnten.
Einige dieser Effektorproteine sind homolog zu Transkriptionsaktivator-ähnlichen Effektoren (TAL-Effektoren, en. Transcription activator-like effector) aus der γ-Proteobakterien-Gattung Xanthomonas und könnten möglicherweise eine ähnliche Funktion bei der Aktivierung spezifischer Gene in den Wirtspflanzenzellen während der Pathogenese von R. solanacearum haben.

## Vorkommen
Die Umgebung, in der R. solanacearum üblicherweise vorkommt, wird durch die jeweilige Variante oder Varietät (genetisch unterschiedliche Population innerhalb der Art, en. auch race genannt) und den jeweiligen Biovar (ein Stamm, der sich physiologisch oder biochemisch von anderen Stämmen unterscheidet) beeinflusst.
Race 1, Race 2 Biovar 1 und Race 3 Biovar 2 sind drei der häufigsten und wichtigsten Stämme des Artenkomplces Rssc.
Stämme der Race 1 haben ein breites Wirtsspektrum, einschließlich Tabak und Bananen, und sind in der Regel in tropischen und subtropischen Umgebungen anzutreffen, da sie kühlere Temperaturen nur schwer überleben können; sie sind im Südosten der Vereinigten Staaten endemisch.
Stämme der Race 2 haben ein begrenzteres Wirtsspektrum als Stämme der Race 1 und sind meist auf tropische Umgebungen beschränkt. Stämme der Race 3 sind kältetoleranter als die beiden anderen und kommen im tropischen Hochland und in Gebieten der gemäßigten Zonen vor.
Das Wirtsspektrum von Race 3 Biovar 2 (der „echten“ R. solanacearum) umfasst Kartoffeln, Tomaten und Geranien.
Diese Biovar ist weltweit weit verbreitet, wird aber in Nordamerika im Allgemeinen nicht gemeldet und steht daher im Mittelpunkt zahlreicher Hygiene- und Quarantänemanagementmaßnahmen zur Verhinderung der Einschleppung oder Verbreitung des Erregers in die USA.
Obwohl es noch nicht so weit ist, sind Forscher der Universität von Guam besorgt über die mögliche Ausbreitung von R. solanacearum auf diese Inselregion (Stand 2020).

## Bekämpfung

### Allgemeine Maßnahmen
Handelsübliche Chemikalien haben sich bei der Bekämpfung des Erregers im Allgemeinen als unwirksam erwiesen und werden nicht empfohlen.
In Regionen, in denen der Erreger etabliert ist, ist eine Strategie des integrierten Krankheitsmanagements die beste Methode, um die Auswirkungen des Erregers zu verringern.
Die Verwendung von pathogenfreiem Pflanzmaterial ist eine Notwendigkeit.
Durch den Anbau resistenter Sorten (Cultivare) werden die negativen Auswirkungen des Erregers minimiert, auch wenn derzeit (2007) keine völlig immunen Sorten verfügbar sind.
Schließlich kann auch eine gute Fruchtfolge (Rotationssystem), bei der auf anfällige Kulturen resistente oder wirtsfreie Kulturen folgen, dazu beitragen, den Erreger einzudämmen.
Der Erreger ist in den Vereinigten Staaten als select agent gelistet, d. h. wird der Erreger von einer zuständigen Behörde entdeckt, kann eine Reihe von Bewirtschaftungsprotokollen durchgeführt werden.
Diese können von Untersuchungen bis hin zu Quarantänen von infiziertem und potenziell infiziertem Pflanzenmaterial reichen, was wiederum zu größeren Ausmerzungs- und Sanierungsprogrammen führen kann.
Es folgt eine Beschreibung spezifischer Erkennungsmerkmale und Bekämpfungsmaßnahmen für eine Auswahl von Nutzpflanzen:

### Kartoffel
Typische Symptome sind das Verwelken und Vergilben der Blätter sowie ein allgemeines Verkümmern der Pflanze.
Die Blätter können auch einen Bronzefarbton annehmen, die Stängel werden streifig und die Knollenaugen verfärben sich.
Die Knollen beginnen zu faulen, wenn sie in der Erde bleiben.
Ein milchig-weißes, klebriges Exsudat (Schleim), das aus Bakterienzellen und deren extrazellulärem Polysaccharid besteht, ist in der Regel in frisch geschnittenen Abschnitten infizierter Knollen zu sehen.
Die Bekämpfung von R. solanacearum ist schwierig, da es sich um einen bodengebundenen Erreger handelt, der ein breites Wirtsspektrum hat, lange im Boden überlebt und eine große biologische Vielfalt aufweist.
Keine einzelne Bekämpfungsmethode hat sich als hundertprozentig wirksam erwiesen, obwohl an Standorten, an denen der Erreger etabliert ist, ein gewisses Maß an bakterieller Welkebekämpfung durch die Anwendung einer Kombination verschiedener Methoden möglich war.
Diese Methoden umfassen Pflanzenschutz- und Kulturverfahren, chemische Bekämpfung, biologische Bekämpfung und Wirtsresistenz. Allgemeine Hygienemaßnahmen werden empfohlen, um die Ausbreitung der Krankheit zu verhindern, da die chemische Bekämpfung unwirksam ist. Eine Fruchtfolge mit resistenten Pflanzen ist sinnvoll, ebenso wie eine Veränderung des pH-Werts des Bodens, um ihn im Sommer niedrig (4–5) und im Herbst höher (6) zu halten.

### Tomate
Die jüngeren Blätter der Pflanze werden schlaff, und am Stamm der Pflanze können Adventivwurzeln entstehen.
Mit dem Fortschreiten der Krankheit verfärbt sich das Gefäßsystem zunehmend dunkelbraun, zusätzlich zu den möglichen Läsionen am Stamm. Die Bekämpfungsmethoden sind ähnlich wie bei der Kartoffel.

### Banane

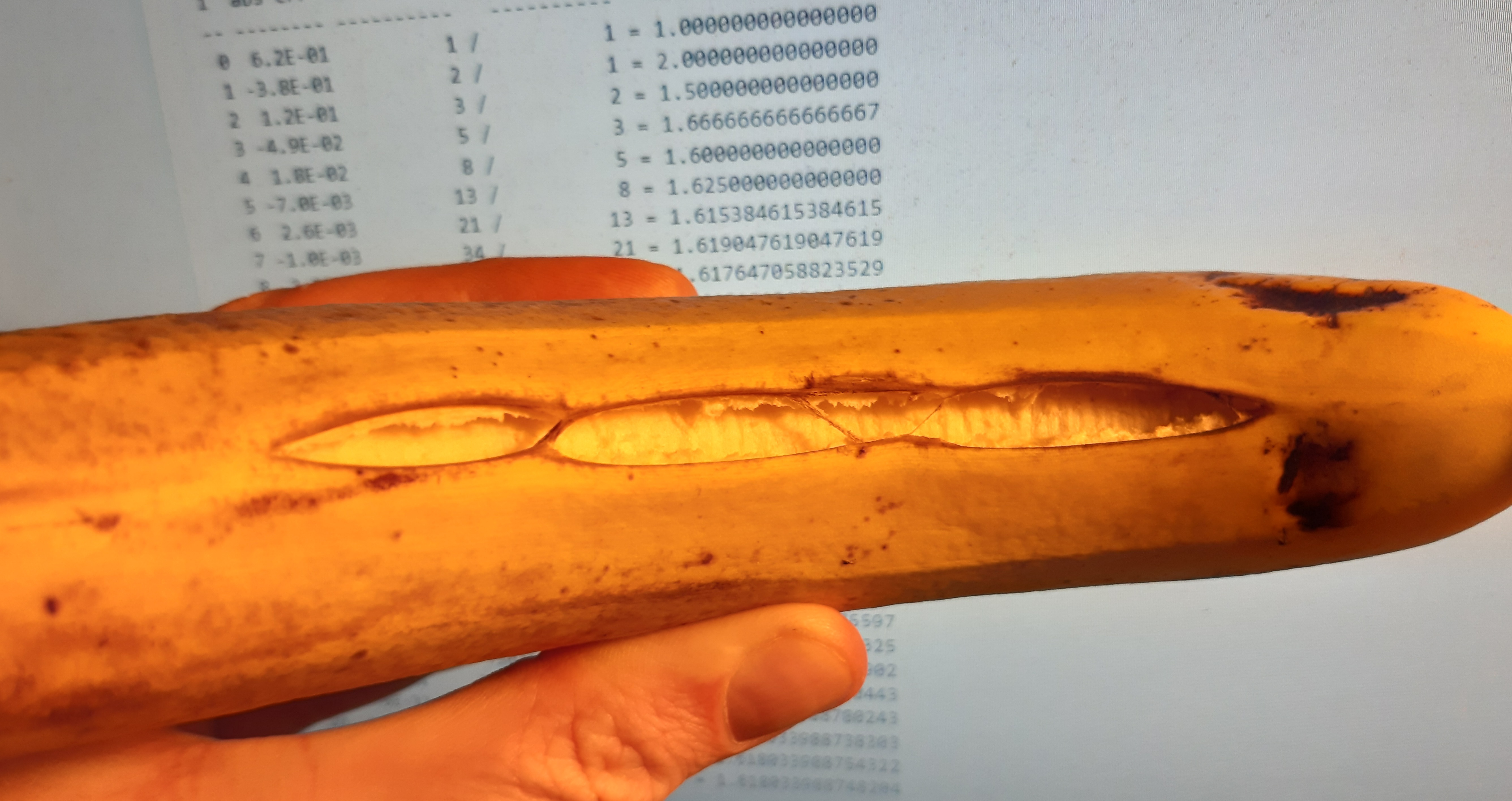
R. solanacearum auf einer überreifen Banane

Typischerweise kommt es zum Vergilben und Welken älterer Blätter sowie zu einer Verringerung der Fruchtgröße und schließlich zur Fäulnis der Früchte.
Außerdem können die Blüten geschwärzt und verkümmert („verschrumpelt“, en. shriveled) werden, und das Gefäßgewebe (en. vascular tissue) verfärbt sich.
Die einzige wirksame Bekämpfungsmaßnahme ist die Ausgrenzung der Krankheit dort, wo sie nicht auftritt.
Wenn ein Gebiet infiziert wird, müssen alle infizierten Pflanzen beseitigt werden, weshalb strenge Hygienemaßnahmen ergriffen werden müssen, um die Ausbreitung der Krankheit einzudämmen.

## Bedeutung
R. solanacearum wird aufgrund seiner Letalität, Persistenz, seines breiten Wirtsspektrums und seiner weiten geografischen Verbreitung als eines der wichtigsten phytopathogenen Bakterien der Welt eingestuft. Der Erreger verursacht in den Tropen und Subtropen erhebliche Ertragseinbußen, stellt aber auch in den gemäßigten Klimazonen eine ständige Bedrohung dar.
R. solanacearum ist ein bekannter gebietsfremder (invasiver) Pflanzenkrankheitserreger mit Quarantänestatus, der ein sehr breites Spektrum von Kulturpflanzen befällt. Das bedeutet, dass er in Teilen Europas vorkommt und unter gesetzlicher Kontrolle steht. Weltweit sind die wichtigsten betroffenen Kulturen: Kartoffeln, Tomaten, Tabak, Bananen und Geranien. Im Vereinigten Königreich und im Rest der EU sind die wichtigsten betroffenen Kulturen Kartoffeln und Tomaten. Sollte sich die Krankheit weiter verbreiten als bisher, könnte sie ernsthafte wirtschaftliche Schäden verursachen. Die Verluste sind sowohl auf tatsächliche Ertragsminderungen als auch auf die Zusatzkosten wegen gesetzlicher Maßnahmen zur Bekämpfung der Krankheit zurückzuführen.
Die durch R. solanacearum verursachte bakterielle Welke ist von wirtschaftlicher Bedeutung, da sie über 250 Pflanzenarten in mehr als 50 Familien infiziert. Im Jahr 2007 hat dieser Erreger aufgrund seines breiten Wirtsspektrums weltweit über 450 Wirtsarten aus 54 Pflanzenfamilien befallen.
Die Krankheit ist auch unter den Bezeichnungen Südliche Welke, Bakterielle Welke und Braunfäule der Kartoffel bekannt.
Zweikeimblättrige (Dikotyledonen) sind wesentlich stärker betzroffe als  Einkeimblättrige (Monokotyledonen).
Unter den einkeimblättrigen Wirten dominiert die Ordnung der Ingwerartigen (Zingiberales), wobei fünf von neun Familien von diesem Bakterium befallen werden.
Der Grund, warum einige Familien anfälliger für die Bakterienwelke sind als andere, ist noch unbekannt.
Ursprünglich war R. solanacearum in tropischen, subtropischen und warmen, gemäßigten Klimazonen anzutreffen, und es wurde angenommen, dass es kalte Temperaturen nicht überlebt.
Der Erreger wurde jedoch inzwischen auch bei Geranien (Pelargonium spp.) in Wisconsin, USA, nachgewiesen und dort auf die Einfuhr von Geranien-Stecklingen aus den Hochlandtropen (wo die „echte“ R. solanacearum Race 3 Biovar 2 endemisch ist) nach Nordamerika und Europa zurückgeführt.
Die Braunfäule der Kartoffel, die durch diese „echte“ R. solanacearum (Race 3 Biovar 2) verursacht wird, gehört zu den schwerwiegendsten Kartoffelkrankheiten weltweit und verursacht jedes Jahr Verluste in Höhe von schätzungsweise 950 Mio. USD.
Diese Varietät (Biovar) ist kältetolerant und als Quarantäneerreger eingestuft.
Darüber hinaus wurde diese Biovar im Agricultural Bioterrorism Act von 2002 als select agent aufgeführt und gilt als potenzielle Bioterrorwaffe.

## Nutzung als biologisches Bekämpfungsmittel
R. solanacearum wurde einst als mögliches biologisches Bekämpfungsmittel für den in Hawaii stark invasiven Kahiliingwer (auch Schmetterlingsingwer, Hedychium gardnerianum) in Betracht gezogen.
Aufgrund seines breiten Wirtsspektrums werden diese Bakterien aber inzwischen nicht mehr als biologisches Bekämpfungsmittel in hawaiianischen Wäldern eingesetzt. Der Stamm infiziert außer dem Kahiliingwer auch zahlreiche andere Ingwerarten, insbesondere den  essbaren echten Ingwer (Zingiber officinale), „Shampoo-Ingwer“ (en. shampoo ginger, Z. zerumbet) sowie rosa und roten Ingwer (Alpinia purpurata).